# Chalcidiscelis
Chalcidiscelis is een geslacht van vliesvleugeligen uit de familie Pteromalidae. De wetenschappelijke naam van dit geslacht is voor het eerst geldig gepubliceerd in 1899 door Ashmead.

## Soorten
Het geslacht Chalcidiscelis is monotypisch en omvat slechts de volgende soort:
- Chalcidiscelis koebelei Ashmead, 1899